# New Limerick
New Limerick est une ville située dans l’État américain du Maine, dans le comté d’Aroostook. 

## Géographie
| Smyrna (Maine)       | Ludlow (Maine)  | Houlton (Maine) |
| Oakfield (Maine)     | Ludlow          |                 |
| Island Falls (Maine) | Linneus (Maine) | Hodgdon (Maine) |